# Miasto Knin
Miasto Knin (chorw. Grad Knin) – jednostka administracyjna w Chorwacji, w żupanii szybenicko-knińskiej. W 2011 roku liczyła 15 407 mieszkańców.